# 편두통
편두통(偏頭痛, migraine)은 일차성 두통 중 가장 많은 비율을 차지하며 유전적으로 영향을 받는 복합신경질환이다. 보통 가벼운 정도에서 심각한 정도의 두통을 동반하며 대부분의 경우 구토를 유발하거나 빛이나 소리에 민감해진다. 다른 대표적 증상으로는 메쓰꺼움, 구토, 인지 장애, 이질통, 어지러움 등이 있다. 신체적 활동을 할 때 두통이 악화되는 것이 타 질병과 구분되는 특징이다.
1988년 국제두통학회(International Headache Society; IHS)에서 제시한 두통의 분류에 따르면, 두통은 크게 일차성 두통과 이차성 두통으로 분류하며, 일차성 두통이란 특별한 기질적 원인 없이 두통 자체가 하나의 질병인 경우를 말하고, 이차성 두통이란 두개내에 염증, 감염, 종괴 등의 병변에 의해 일어나는 이차적인 증상을 말한다.
주로 청소년기, 청년기에 주로 발생하며 여자에서 남자보다 3배더 많은 발생율을 보인다.
통상적으로 미성년기에는 5%정도의 유병율을 보이고, 남녀차이가 거의 없는데 반해, 성년기에는 여성에서 2-3배 호발한다.
편두통을 겪는 환자의 3분의 1정도는 감각적 장애를 동반한 전조 증상(조짐)을 갔는데 이는 편두통 발작의 진행 단계에서 피질 확산성 억제(CSD, cortical spreading depression)로 인해 유발된다고 여겨진다. 편두통은 주로 두통 장애의 일종으로 여겨졌지만 편두통은 실상 임상적으로 매우 다른 특징을 보이며 별개의 병증이라기 보다는 스펙트럼 장애로 여길 수 있다. 증상은 산발적인 발작에서 만성 질환으로까지 나타날 수 있다.
편두통은 뇌 신경 세포의 자극과 억제에 영향을 끼치는 유전적, 환경적 요소가 복합적으로 일으키는 여겨진다. “혈관 가설”은 편두통의 전조 증상이 혈관 수축에 따라 나타나고 편두통에서의 두통은 혈관 확장에 따라 나타난다고 주장한다. 즉, 머리로 올라가는 혈류가 증가되어 혈관이 확장되면서 뇌의 신경 섬유가 압박을 받아 두통이 발생한다고 보는 것이다. 그러나 혈관 수축 가설은 증거가 없으며, 혈관 확장이 실제 편두통에 미치는 병리학적 영향 또한 불확실하다.
널리 학계에서 인정되는 가설은 여러 주요한 뉴런 손상이 두개골 내외의 변화를 연달아 일으키고 이에 따라 유발되는 병리적 증상이 편두통 유발한다는 내용이다.
급성 발작 시 권고되는 초기 치료법은 이부프로펜, 아세트아미노펜과 같은 두통용 진통제 또는 구토 방지 또는 유발인자 차단을 위한 항구토제 섭취이다. 간단한 약제로 잡히지 않는 두통을 겪는 환자에게는 트립탄, 에르고타민, 칼시토닌 펩사이드 등이 사용될 수 있다. 매월 4회 또는 그 이상의 발작을 경험하는 경우 에방이 매우 중요하며 예방 치료 처방이 권고된다. 흔히 처방되는 예방제로는 프로프라놀롤과 같은 베타 차단제, 밸프로에이트와 같은 항경련제, 항우울제 종류인 아미트리프틸린 등이 있으며 용도와 달리 처방되는 약제도 포함된다.
예방을 위해 섭취하는 약제는 칼슘, 나트륨 섭취 차단, 기저질분해효소 억제 등 다양한 매커니즘을 통하여 편두통 증상을 줄여준다. 약제 처방 이외의 예방법으로는 영양 섭취, 식단 개입, 수면의 질 개 및 유산소 운동 등이 포함된다.
2018년 새로운 약물 제재의 종류인 에레누맙이 미국 식품의약국의 승인을 받았다. 2023년 7월 기준 미국 식품의약국은 편두통 치료 목적으로 CGRP 시스템에 작용하는 8개의 약물 제재에 대해 사용 승인하였다.
전 세계적으로 대략 15% 인구가 편두통으로 고통 받고 있으며 2010년 발표된 국제 질병 부담 연구 결과에 따르면 편두통은 전 세계에서 가장 빈번하게 발병하는 장애 질환 중 3위에 올랐다. 편두통은 사춘기 때 시작하며 중년기 때 증상이 가장 심각하다. 2016년 기준, 장애를 일으키는 가장 흔한 요인으로 알려져 있다.

## 임상양상
편두통 증상에는 4가지 단계가 있으며 모든 단계를 반드시 거치는 것은 아니다.
1. 전구 증상기: 약 10~30%의 환자에서 편두통 발생 수시간 또는 1-2일 전에 전신 불쾌감, 정서변화, 피로감, 식욕저하등과 같은 비특이적인 증상이 선행할 수 있다.
2. 전조기: 두통 시작 수분에서 수십분 전에 발생하는 국소신경학적 증세로 5-30분에 결쳐 나타나며, 한시간 이상 지속되지는 않는다. 간혹 두통없이 전조만 나타날 수도 있다. 시각전조가 가장 흔하며 그 외에도 편마비, 일측의 이상감각, 복시, 현훈 등도 나타날 수 있다.
3. 두통 발작기: 일측성 또는 양측성으로 발생하는 심한 박동성 두통으로 대개 수시간~수일 지속되며 운동을 하거나 머리를 움직이면 악화되고 두통기간 중 광과민성, 청각과민성등이 있을 수 있어서 조용하고 어두운 곳을 찾으려는 경향을 보인다. 또한 90% 이상의 환자에서 구토감이 동반되며 약 30%의 환자에서는 구토가 발생된다.
4. 소멸 및 회복기: 두통이 점차 사라지는 시기로 수면 후 또는 구토 후에 호전되기도 한다. 두통이 사라진 후 전신회약감, 불안증세, 근육통, 식욕부진, 가벼운 어지럼증 등을 느끼기도 한다.
편두통은 주요 우울 장애, 양극성 장애, 불안 장애, 강박 장애 등과 연관된다. 이러한 정신의학적 장애는 전구증상을 겪지 않은 환자에서는 2-5배, 전구증상을 겪은 환자에게는 3-10배 더 흔히 나타난다.

### 전구 증상기
전구증상기 또는 초기 증상은 편두통 환자의 60% 정도에서 나타나며 통증 시작 또는 전조증상이 나타나기 2시간에서 이틀 전까지 나타날 수 있다.
이러한 증상은 실질적으로 대단히 다양한 현상을 동반하는데, 기분이 바뀌거나 과민성, 우울, 행복감, 피로, 특정 음식에 대한 식욕, 특히 목 주변 근육의 뻣뻣해짐, 변비 또는 설사 등이 나타날 수 있다. 이러한 통증은 전조증상을 겪는 여부에 관계 없이 발현될 수 잇으며
신경영상 자료를 토대로 볼 경우 편두통의 전구 증상 원인은 시상하부와 변연계에서 유래한다.

### 전구기
| Enhancements reminiscent of a zigzag fort structure         | Negative scotoma, loss of awareness of local structures |
| Positive scotoma, local perception of additional structures | Mostly one-sided loss of perception                     |

전조증상은 두통 도중에 또는 두통 발생 전에 일어나는 일시적이고 시각적인 신경과 연관된 현상이다. 전조 증상은 수분(보통 5-60분) 동안 점차적으로 나타며 일반적으로는 60분 미만으로 지속된다. 증상은 그 자체로 보았을 때 시각적이거나 감각적 또는 동적일 수 있으며 많은 사람들은 한 가지 이상의 성격의 것을 경험한다. 시각적인 형태의 증상이 가장 흔하게 나타나며 99% 가까이 나타날 수 있다. 50% 이상의 경우는 감각적이거나 동적인 형태의 영향을 받지 않는다. 이때 특정 증상이 60분 이상 남아 있을 경우 비경색성 지속 전조증상(Persistent aura without infarction)으로 본다.
시각적인 방해 현상은 시각의 부분적 변형을 가져오는 섬광으로 나타날 수 있으며 이는 대상자의 독해력이나 운전 능력을 떨어뜨린다. 보통 대상자가 쳐다보는 중심부에서 시작하여 섬광이나 눈부심이 지그재그형태로 퍼지는데 성벽이나 성곽과 같이 줄을 그려서 나타난다고 묘사된다. 대개의 경우 시선 처리를 할 때 흑백의 선이 나타난다고 하며 어떤 경우에는 여러 색깔로 나타난다고 하는 환자들도 있다. 일부 환자의 경우 반맹증이라 하여 시력의 일부를 잃게 되며 다른 경우에는 흐리거나 흔들리는 시력을 경험한다.
감각적 전조증상이 두 번째로 흔히 발생하며 전조증상을 겪는 환자의 3-40%에서 관찰된다. 바늘로 쿡쿡 찌르는 느낌이 한쪽 손과 팔에서 시작하고 그러다가 코와 입 주변으로 통증이 퍼진다. 보통 고유감각이 사라지면서 무감각증이 일어나며 다른 증상으로는 발화 또는 언어 감각의 장애, 머리가 빙빙 도는 현상 그리고 조금 더 드물게는 움직임의 문제가 나타날 수 있다. 움직임의 문제를 일으키는 증상은 반신 불수와 같은 것으로 다른 증상과 달리 1시간 이상 지속된다. 청각이상이나 망상과 같은 증상 또한 표현된다.

### 두통 발작기
전형적으로 편두통이 동반하는 두통은 한쪽만 지끈거리는 형태로 표출되며 그 정도는 보통에서 심각한 수준으로까지 나타난다. 점차적으로 증상이 나타나다가 발작기에는 움직이게 되면 증세가 악화된다. 단, 편두통이 일으키는 신체적 활동의 영향은 복합적이라서 일부 연구자들은 운동이 편두통 발작을 일으킬 수는 있지만 규칙적인 운동은 예방에 효과가 있고 발작의 횟수를 줄여줄 수 있다고 본다. 맥박이 뛰는 것 같은 통감은 실제 맥박과는 일치하지 않는 편이다. 40% 이상의 사례에서 통증은 머리 양쪽 모두에서 나타나며 이때 목에 근육통 등이 동반된다.
. 양쪽 모두 두통이오는 경우에는 전조 증상이 없는 경우에 특히 흔하다. 머리 꼭대기나 뒤통수에 통증이 주로 나타나는 경우는 그 빈도수가 더 적은 편이다. 성인의 경우 통증이 4시간~72시간 지속되지만 어린 아이들의 경우 1시간 이내로 계속된다. 발작의 빈도는 매우 다양하며 일생 몇 번 이러나지 않는 경우에서 매주 여러 번 나타나기도 하지만 평균적으로는 매월 1회 꼴이다. 편두통은 주로 구역질, 구토, 눈부심, 냄새 공포증, 피로, 신경 예민 등을 동반한다. 그렇다보니 많은 환자들은 어둡거나 조용한 공간을 찾게 된다. 흔한 증상으로는 머리가 빙빙 돌거나 가벼운 두통, 정신 상태의 혼란 등이 있다. 메쓰꺼움이 거의 90%의 환자에게 나타나며 30% 정도의 환자는 구토를 겪는다. 이외에도 시력 저하, 코가 꽉찬 느낌, 설사, 잦은 배뇨, 창백해짐, 발한 등이 나타날 수 있으며 두피가 붓거나 물러지는 것, 목이 뻣뻣해지는 경우도 발생하지만 이와 같은 연관 증상은 고령층에서는 덜 발병한다.

#### 두통이 없는 편두통
때때로 전조증상 이후 편두통이 일어나지 않는 경우가 있다. 이런 형태의 경우를 두통이 없는 편두통이라 일컫는다. 그렇지만 두통이 없는 편두통 또한 여러 증상을 동반할 수 있는데 시력 저하나 한쪽 또는 양쪽 시력 상실, 색인지의 변화 그리고 빛이나 소리, 냄새에 민감도가 높아지는 등의 감각적 문제 등이 일어날 수 있다. 15분~30분 정도 지속되며 대개 60분 이상 지속되지는 않는다. 반복적으로 일어날 수도 있지만 일회성으로 나타날 수도 있다.

### 소멸 및 회복기
후구 증상이란 급성 두통이 지나간 뒤 일어나는 일련의 증상 집약체를 일컫는다. 다수의 환자는 두통이 일어난 부위에 얼얼함을 느끼며 일부의 경우에는 두통 증상이 멈춘 뒤 사고 기능이 며칠 동안 손상됐다고 보고된 바 있다. 일부의 경우에는 피로감이나 구토, 두통, 인지기능의 어려움, 위장기능 증상, 기분의 변화, 무력감 등을 호소한다.

## 원인
편두통의 기재 원인은 알려져 있지 않다. 그러나 환경적‧유전적 요인이 복합적으로 연관되어 있는 것으로 여겨진다. 환자 중 3분의 2 정도가 가족력을 갖고 있는데 드물게 한 유전자 결함으로 인하여 일어나기도 한다. 한때 편두통이 지능이 높은 사람들에게 더 흔하다고 여겨졌으나 이는 사실이 아닌 것으로 보이며 우울감이나 불안장애, 양극성 장애 등 정신 질환이 연관되어 있다.
혈관에 인접한 감각 신경을 신경감압술을 통하여 외과적 치료를 성공한 사례는 편두통 환자가 통증을 유발하는 요소로 인하여 두개골 내외적으로 혈관확장을 일으킬 수 있는 신경압박증후군에 걸리기 쉬운 특성을 갖고 있을 수 있음을 암시한다. 이 점은 여러 두개골 내 신경 물질이 연결되어 있으며 두개골 내 다극적 신경 개입이나 편두통 증상의 다양한 발현에 대해 설명해줄 수 있을지도 모른다.

### 유전
쌍둥이 연구 결과는 유전적으로 편두통이 나타날 확률의 34~51% 정도가 유전적 영향에 따른 것임을 밝힌 바 있다. 이 유전적 특성은 전조 증상을 겪는 경우에 더 강하게 발현된다. 가족력 및 인구조사를 토대로 볼 때, 편두통은 복합적인 질병으로 많은 유전자 변형 요소가 나타나며 이때 개개의 다양한 변형 요소는 편두통의 위험성을 근소하게라도 높일 수 있다. 여러 위험 요소를 보유할 경우 편두통 발병의 가능성을 작은 범위에서 상당한 범위로까지 높일 수 있다.
하나의 유전적 결함이 편두통을 일으키는 경우는 드물다. 위에 해당되는 편두통 중 하나가 가족성 반신마비 편두통(familial hemiplegic migraine)으로 염색체 우성소질의 특성이 유전되어 나타나는 편두통의 일종이다. 지금까지 확인된 가족성 반신마비 편두통 연관 유전자는 4개이며 3 종류는 이온 펌프와 관련되어 있으며 나머지 한 종류는 축삭돌기 단백질인 PRRT2로, 세포외 배출과 연관되어 있다.
편두통과 연관된 또다른 유전적 장애인 카다실 증후군으로 한국어로 편두통과 재발하는 뇌졸중, 점차 진행하는 치매를 특징으로 하는 상염색체 우성의 질환을 일컫는다. 한 메타연구는 엔지오텐신 변환요소 다형현상이 편두통 증상에 대하여 보호 효과를 갖고 있음을 밝혀냈다. 세포의 안과 밖으로 단백질을 통과시키는 이온 통로를 관장하는 TRPM8 유전자가 편두통과 관련이 있다.
편두통의 흔한 형태는 양적 유전학과 연관되어 있으며 여러 유전자의 다양한 형태가 병의 소인에 기여한다. 이러한 유전자는 얼마나 위험도를 높이느냐에 따라 3단계로 나눠 볼 수 있다.
이런 현상과 연관된 유전자중 세 종-CALCA, CALCB, HTR1F-는 이미 특수학 치료 목적을 위해 연구중이다. 5종의 유전자는 전조증상이 있는 경우에 특별히 연관성이 더 높으며 이들 유전자는 PALMD, ABO, LRRK2, CACNA1A, PRRT2이며 13 종류는 전조증상이 없는 경우에 연관성이 있다고 알려져 있다. 흔한 변종 등의 유전적 위험도를 축적하여 분석해보면 트립탄과 같은 약물을 사용한 치료가 가능하다고 평가할 수 있다.

### 촉발요인
편두통은 어떠한 요인에 의해 촉발될 수 있으며 어떤 경우에는 소수의 사례에만 영향을 끼친다고 보지만<  ref name=Bart10/> 다른 경우에는 대다수 발령례에 연관되어 있다 보기도 한다. 피로, 특정 음식, 알코올, 날씨 등을 촉발 요인으로 볼 수 있지만 그 연관관계나 중요성은 불확실한 상태로 남아있다. Most people with migraine report experiencing triggers. 증상은 촉발요인 이후 24시간이내에 시작될 수 있다.

#### 생리적 요인
흔히 스트레스나 배고픔 피로가 촉발 요인으로 이는 긴장성 두통을 유발하는 것과 동일하다. 생리학적으로 발생하는 스트레스가 환자들 중 50-80%정도 발병 요인으로 보고되어 있다. 편두통은 외상 후 스트레스 장애와 학대 등과도 연관이 있는 것으로 알려져 있으며 편두통 발작 등은 생리 기간 중에 더 잘 일어날 수 있다. 이외에도 초경, 경구 피임약 복용, 임신, 폐경 전후 증후군, 폐경 등 호르몬의 변화 또한 영향을 미칠 수 있다. 이러한 호르몬 영향은 전조증상이 없는 편두통에 더 크게 영향을 미치는 것으로 보인다고 알려져 있으며 보통의 경우 임신의 3분기 중 첫 번째 시기에 증상이 나타났다 하더라도 두 번째와 세 번째 주기 및 완경 이후에는 나타나지 않는다.

#### 식단
12~60%의 환자들이 음식을 촉발 요인으로 꼽았다. 자연적으로 초콜릿, 주류, 대부분의 치즈, 가공 육류 및 다른 음식물 등에 존재하는 티라민이라는 물질이 편두통을 유발한다는 보고가 많다.

#### 환경적 요인
2009년 실내와 실외 환경의 잠재적 촉발 요인에 대한 연구는 편두통을 일으키는 환경적 요인을 확인하기 위한 연구가 불충분하기는 하지만 편두통을 겪고 있는 환자들이 줄곧 주장하는 유사한 환경적 유발 요인이 있다고 결론지은 바 있다.

## 병리생리학

피질확산성억제의 애니메이션화된 그림

편두통은 주로 생리학적 장애로 여겨지며, 다른 경우에는 혈액이 주요한 역할을 하는 혈관신경 장애로 보기도 하지만 이 주장은 뒷받침할만한 근거가 완전치 않다.
다른 연구자들은 혈관과 생리학적 요소 모두가 중요하다고 주장한다.
한 이론은 증가된 대뇌 피질의 흥분도, 뇌줄기의 3차 신경 내 통증 뉴런의 비정상적 통제력 등과 연관되어 있다고 주장하기도 한다.
삼차신경이 민감해지는 것은 편두통에 있어서 병리적으로 나타나는 주요한 현상이다. 민감화 현상 자체가 뇌 자체에서 일어나는지 주변부에서 일어나는지에 대해서는 논쟁이 있다.

### 통증
두통이 있을 때 나타나는 통증에 대한 정확한 매커니즘은 불확실하다.
일부 증거는 뇌줄기나 간뇌와 같은 중추신경계가 주요한 역할을 한다는 점을 지지하는 반면, 다른 데이터는 목과 머리의 혈관을 둘러싸고 있는 감각신경을 통해서와 같이 주변부가 증상에 끼치는 영향에 주목한다.
잠재적으로 주변부에 해당하는 혈관의 종류에는 뇌막의 가장 바깥쪽인 경막, 연뇌막 그리고 두피와 같이 두개골 외 동맥 등이 포함된다. 두개골 외 동백의 혈관 확장은 특별히 중요한 영향을 끼친다고 알려져 있다.

### 신경조절물질
생명체에서 발견되는 화학물질인 아데노신과 같은 신경조절물질이 관여할 수도 있다고 보는데 아데노신 삼인산(ATP)의 점진적 분열 이후에 분비되며 이때 아데노신 수용체는 심박을 느리게 하거나 혈관을 확장하여 수면 초기 단계와 같은 때에 몸과 뇌가 저활성화되게 한다. 그런데 편두통 발작 시에는 아데노신 수치가 올라간다.
편두통을 감소시키는데 아데노신의 억제제로서 카페인이 역할할 수 있으며 세로토닌과 같은 신경전달물질의 수치가 낮은 경우에도 편두통 발생과 연관이 있다고 여겨진다.
칼시토닌 유전자 관련 펩타이드(CGRPs)는 편두통 발작 때 수치가 올라가기 때문에 병의 발생과 통증에 중요한 역할을 한다는 점이 발견되었다.

## 치료
편두통은 양성 경과를 밟는 질환이므로 이를 환자가 이해하는 것이 도움이 되며, 일상 생활에서 편두통을 유발 또는 악화시키는 요인을 찾아내어 이를 제거하는 것이 중요하다. 편두통의 약물치료는 크게 편두통으로 인한 통증과 동반 증상을 완화시키기 위한 대증적 치료 및 발작빈도와 강도를 최소화시키기 위한 예방적 치료로 나눌 수 있다.

### 예방적 치료
편두통의 우발 요인이 분명하지만 이를 제거하기 불가능하거나, 한 달에 2차례 이상 편두통이 빈발한 경우 시행하게 된다. 1단계 약물로는 베타 차단제, 삼환계 항우울제, 칼슘차단제 등이 있으며 2단계 약물로는 MAO 억제제등 다양한 약물이 있다.

### 대증적 치료
아세트아미노펜, 아스피린등은 그다지 심하지 않은 편두통에 효과적일수 있다. 비스테로이드성 소염제, 카페인 함유 복합제등도 1단계 치료에서 사용할 수 있다. triptans, ergot 제개, 마약성 진통제등도 단계별로 증상이 심할 때 사용 가능한 약물이다.

## 대체 요법
침술은 주사 바늘이 무작위로 놓이거나 피부에 침투하지 않는 가짜 침술에 비해 편두통 빈도를 줄이는 효과가 적는다. 물리치료, 마사지, 이완, 카이로프랙틱 케어는 편두통을 예방하는데 프로프라놀롤이나 토파메이트만큼 효과적일 수 있으나, 그 연구는 방법론에 약간의 문제가 있었다.
그러나 또 다른 리뷰에서는 척수 조작을 뒷받침하는 증거가 불충분하고 그 사용을 뒷받침하기에는 불충분하다는 것을 발견했다. 또한, 의료용 대마초를 사용하는 것은 편두통 증상을 상당히 줄이는데 도움이 된다.
예비 증거는 인지행동치료, 바이오피드백, 이완기법과 같은 스트레스 감소 기술의 사용을 뒷받침한다. 규칙적인 운동은 빈도를 줄일 수 있다. 성인의 편두통 빈도를 예방하거나 줄이기 위한 수많은 심리학적 접근법이 개발되었는데, 여기에는 교육적 접근, 이완 기법, 대처 전략, 편두통에 대한 생각을 바꾸는 전략, 편두통 증상 감소 전략 등이 포함된다. 이러한 유형의 심리학적 접근의 효과를 뒷받침하는 의학적 증거는 매우 제한적이다.

## 같이 보기
- 두통
- 군발 두통
- 긴장성 두통
- 삼차신경통